# Penelope Faulkner
Penelope Faulkner có tên tiếng Việt là Ỷ Lan, là một nhà báo người Anh, nhà văn tiếng văn tiếng Việt, và cũng là một nhà tranh đấu cho nhân quyền Việt Nam. Bà là phó chủ tịch Ủy ban Bảo vệ Quyền Làm Người Việt Nam thuộc cơ sở Quê mẹ (Quê Mẹ: Hành động cho Dân chủ Việt Nam), một tổ chức được nhà trí thức Võ Văn Ái thành lập. và cũng là thông tín viên tiếng Việt của đài Á Châu Tự do (RFA) tại Paris.

## Tiểu sử
Penelope Faulkner lớn lên ở York, Vương quốc Anh, hồi nhỏ bà theo học tại trường Queen Anne Grammar school ở đây.
Cuối năm 1967 khi Võ Văn Ái, lúc đó là đại diện cho Giáo hội Phật giáo Việt Nam Thống nhất ở nước ngoài, đi thuyết trình qua một số thành phố tại Anh quốc nói lên lập trường hoà bình của Phật giáo Việt Nam, một nền hoà bình không Cộng sản. Tại cố đô York, Penelope Faulkner, lúc đó còn là sinh viên, sau buổi thuyết trình, ngỏ ý muốn sang Việt Nam giúp người dân Việt. Ông Ái đã đề nghị bà qua Paris làm thư ký cho Văn phòng Phật giáo do ông điều hành trong nhiệm vụ thông tin quốc tế về vấn đề Việt Nam và Phật giáo. Sau khi năm học kết thúc vào mùa thu năm 1968, bà Penelope Faulkner, sang Paris làm thư ký ở Văn phòng Hội Phật tử Việt Kiều Hải ngoại, được thành lập năm 1963 và có 11 chi bộ tại các nước châu Âu, Ấn Độ, Nhật Bản, Thái Lan, Cam Bốt và Hoa Kỳ. Hội này được Giáo hội Phật giáo Việt Nam Thống nhất công nhận năm 1964 là chi bộ hải ngoại của họ. Tổ chức Quaker nước Anh tài trợ cho bà một năm kinh phí. Khi chiến tranh Việt Nam ngày càng khốc liệt, cộng thêm cảm tình đặc biệt cô dành cho văn hoá Việt, Ỷ Lan quyết định ở lại Pháp làm việc không lương. Bà bỏ đại học Cambridge, ghi tên vào Trường Đông phương Sinh ngữ ở Paris.
Từ đó bà đã tham gia vào các hoạt động của cơ sở quê mẹ như chiến dịch « Một Chiếc Tàu cho Việt Nam » để giúp đỡ người tị nạn vượt biển. Hoặc bà cũng tham gia tranh đấu cho nhân quyền và dân chủ Việt Nam qua tổ chức Ủy ban Bảo vệ Quyền Làm Người Việt Nam, cụ thể là vụ kiện Hà Nội vi phạm nhân quyền tại Liên Hợp Quốc ở New York năm 1985, mười năm sau khi chiến tranh Việt Nam chấm dứt.

## Nhận xét
- Võ Văn Ái đã phát biểu trong cuộc phỏng vấn với tờ báo Gió O:

| “ | "Ỷ Lan là người phụ tá đắc lực, thông minh, tài ba và vô cùng tận tâm của tôi và cơ sở Quê Mẹ. Thành quả của chúng tôi là bình đẳng và đồng đẳng phân công hợp tác trong tình nghĩa quốc tế. | ” |